# توراتسو
توراتسو (به ایتالیایی: Torrazzo) یک کومونه در ایتالیا است که در استان بیه‌لا واقع شده‌است.

## خصوصیات
توراتسو ۵٫۸ کیلومترمربع مساحت و ۲۲۷ نفر جمعیت دارد و ۶۲۲ متر بالاتر از سطح دریا واقع شده‌است.